# 香楠加植節蜱
香楠加植節蜱（学名：Gammaphytoptus zuihoensus）为節蜱科子加植節蜱屬下的一个种。